# Талула (Илиноис)
Талула (енгл. Tallula) град је у америчкој савезној држави Илиноис.

## Демографија
По попису из 2010. године број становника је 488, што је 150 (-23,5%) становника мање него 2000. године.
| Група             | 2000.       | 2010.       |
| Белци             | 628 (98,4%) | 480 (98,4%) |
| Афроамериканци    | 0 (0,0%)    | 5 (1,0%)    |
| Азијати           | 0 (0,0%)    | 0 (0,0%)    |
| Хиспаноамериканци | 4 (0,6%)    | 0 (0,0%)    |
| Укупно            | 638         | 488         |